# Amara browni
Amara browni är en skalbaggsart som beskrevs av Carl Hildebrand Lindroth. Amara browni ingår i släktet Amara och familjen jordlöpare. Inga underarter finns listade i Catalogue of Life.